# Уревера
Уреве́ра (англ. Te Urewera) — природоохранная зона в Новой Зеландии, расположенная между заливом Пленти и регионом Хокс-Бей на острове Северный. Ближайшие города — Факатане, Мурупара и Ваироа.

## Описание
Уревера — земли иви Тухоэ, Те-Арава и Нгати-Фаре; до середины XIX века они оставались относительно изолированными, там не было широких дорог, а местные иви не желали их строить, справедливо полагая, что это упростит доступ для колонизаторов. Корона, тем временем, была всё более недовольна сопротивлением местного населения, которое усиливалось после каждого карательного рейда и отъёма земли в пользу властей. Вожди Тухоэ и Нгати-Фаре обсуждали целесообразность проведения дорог через их земли, пытаясь оценить, перевесят ли увеличение производства, лёгкости передвижения для торговли, путешествий и обмена знаниями потенциальные проблемы: доступ для войск короны, потерю культуры, возможную экспансию пакеха и перенос ими болезней. Первую дорогу в Уреверу построили после прошения лейтенанта Джорджа Приса, преследовавшего Те Кооти; разрешение на строительство было получено в 1871 году. В 1929 году дорога дошла до озера Уаикаремоана.
С 1954 по 2014 года эта территория юридически относилась к коронным землям и имела природоохранный статус национального парка и управлялась Департаментом консервации Новой Зеландии. Площадь парка составляла 2127 км². В 2014 году Уревера стала самостоятельным юридическим лицом под управлением совета из восьми человек, в который входят представители государства и иви Нгаи-Таху. По Классификации охраняемых территорий МСОП Уревера относится к категории VI (Охраняемые территории с управляемыми ресурсами).